# Damjan
Damjan je moško osebno ime.

## Izvor imena
Ime Damjan izhaja iz latinskega imena Damianus, to pa iz grškega Δαμιανóς (Damianós). Grško ime nekateri povezujejo z imenom boginje obdelovanja zemlje Damie, drugi pa z grškim glagolom  δαμαζω (damádzō) v pomenu besede »krotim, strhujem, udomačim«.

## Različice imena
- moške različice imena: Damian, Damijan,
- ženske različice imena: Damjana, Damijana

## Tujejezikovne različice imena
- pri Angležih, Francozih, Poljakih: Damian
- pri Italijanih: Damiano, Damio
- pri Rusih: Демьян
- pri Srbih: Дамјан

## Pogostost imena
Po podatkih Statističnega urada Republike Slovenije je bilo na dan 31. decembra 2007 v Sloveniji število moških oseb z imenom Damjan: 4.355. Med vsemi moškimi imeni pa je ime Damjan po pogostosti uporabe uvrščeno na 62. mesto.

## Osebni praznik
V koledarju je ime Damjan zapisano 26. septembra.

## Zanimivost
Damjan je ime svetnika, ki je skupaj s sv. Kozmo (bratom dvojčekom?) umrl 26. sept. leta 303 mučeniške smrti v Mali Aziji. Po poklicu naj bi bila zdravnika, zato veljata za zavetnika zdravnikov, kirurgov, lekarnarjev in medicinskih fakultet  (Sv. Kozma in Damjan).